# منتخب الجزائر لكرة اليد
منتخب الجزائر لكرة اليد، هو الممثل الرسمي للجزائر في منافسات كرة اليد للرجال. وقد شارك في المنافسات العالمية وأفضل تصنيف له هو المركز 13 في بطولة العالم 2001، ولكنه يعتبر من أفضل الفرق الأفريقية، برصيد سبعة تتويجات لكأس الأمم الأفريقية 1981، 1983، 1985، 1987، 1989، 1996، 2014.

## سجل النتائج في البطولة الأفريقية
عدد المشاركات : 18
- 1974 - لم يشارك
- 1976 - الوصيف
- 1979 - المركز الثالث
- 1981 - البطل
- 1983 - البطل
- 1985 - البطل
- 1987 - البطل
- 1989 - البطل
- 1991 - الوصيف
- 1992 - المركز الثالث
- 1994 - الوصيف
- 1996 - البطل
- 1998 - الوصيف
- 2000 - الوصيف
- 2002 - الوصيف
- 2004 - المركز الرابع
- 2006 - مرحلة المجموعات
- 2008 - المركز الثالث
- 2010 - المركز الثالث
- 2012 - الوصيف
- 2014 - البطل
- 2016 - المركز الرابع
- 2018 - المركز السادس
- 2020 - المركز الثالث
- 2022 - المركز الخامس
- 2024 - الوصيف

## سجل النتائج في بطولة العالم
| سجل كأس العالم    | سجل كأس العالم    | سجل كأس العالم    | سجل كأس العالم    | سجل كأس العالم    | سجل كأس العالم    | سجل كأس العالم    | سجل كأس العالم    | سجل كأس العالم    | سجل كأس العالم    |
| عدد المشاركات: 14 | عدد المشاركات: 14 | عدد المشاركات: 14 | عدد المشاركات: 14 | عدد المشاركات: 14 | عدد المشاركات: 14 | عدد المشاركات: 14 | عدد المشاركات: 14 | عدد المشاركات: 14 | عدد المشاركات: 14 |
| السنة             | المرتبة           | لعب               | فــاز             | تعادل             | خسر               | لـــه             | عليه              | الفارق            |                   |
| ----------------- | ----------------- | ----------------- | ----------------- | ----------------- | ----------------- | ----------------- | ----------------- | ----------------- | ----------------- |
| 1974              | 15                | 3                 | 0                 | 0                 | 3                 | 38                | 88                | 50-               |                   |
| 1982              | 16                | 6                 | 0                 | 1                 | 5                 | 112               | 145               | 33-               |                   |
| 1986              | 16                | 5                 | 0                 | 0                 | 5                 | 100               | 127               | 27-               |                   |
| 1990              | 16                | 6                 | 0                 | 1                 | 5                 | 113               | 128               | 15-               |                   |
| 1995              | 16                | 7                 | 2                 | 0                 | 5                 | 146               | 174               | 28-               |                   |
| 1997              | 17                | 5                 | 1                 | 2                 | 2                 | 103               | 112               | 9-                |                   |
| 1999              | 15                | 6                 | 1                 | 1                 | 4                 | 123               | 148               | 25-               |                   |
| 2001              | 13                | 6                 | 2                 | 1                 | 3                 | 128               | 126               | 2+                |                   |
| 2003              | 18                | 5                 | 0                 | 2                 | 3                 | 119               | 136               | 17-               |                   |
| 2005              | 17                | 5                 | 1                 | 1                 | 3                 | 138               | 153               | 15-               |                   |
| 2009              | 19                | 9                 | 4                 | 0                 | 5                 | 235               | 272               | 37-               |                   |
| 2011              | 15                | 7                 | 3                 | 0                 | 4                 | 153               | 162               | 9-                |                   |
| 2013              | 17                | 7                 | 3                 | 1                 | 3                 | 180               | 173               | 7+                |                   |
| 2015              | 24                | 7                 | 99                | 1                 | 6                 | ?                 | ?                 | ?                 |                   |

## سجل النتائج في الألعاب الأولمبية
عدد المشاركات : 4
- الألعاب الأولمبية الصيفية 1980 - 10
- الألعاب الأولمبية الصيفية 1984 - 12
- الألعاب الأولمبية الصيفية 1988 - 10
- الألعاب الأولمبية الصيفية 1996 - 10

## إنجازات المنتخب
- كأس الأمم الأفريقية (7)
  - البطل : 1981، 1983، 1985، 1987، 1989، 1996، 2014
  - الوصيف : 1976، 1991، 1994، 1998، 2000، 2002 ، 2012
  - الثالث : 1979، 1992، 2008، 2010
- كأس العالم للقارات (1)
  - البطل : 1998
- دورة الألعاب الأفريقية (4)
  - البطل : 1973، 1987، 1978، 1999
  - الوصيف : 1991، 2003، 2007
- دورة الألعاب العربية (1)
  - البطل : 1999
- ألعاب البحر الأبيض المتوسط (1)
  - البطل : 1987
  - الوصيف : 1983
  - الثالث : 1975
- دورة ألعاب التضامن الإسلامي (1)
  - البطل : 2005

## تشكيلة المنتخب
1| عبد المالك سلاحجي
2| هشام فليجة
3| هشام بودرالي (قائد)

4| عمر شهبور
5| رياض شهبور
6| حمزة زواوي
7| مسعود بركوس
8| سعيد حفيد
9| مسعود لعيادي
10| شيخ صالح
11| حمزة توم
12| سمير كربوش
13| عبد الرحيم برياح
14| طهار لبان
15| سيدي علي يحي
16| فيلاح بلقاسم
17| الهادي بيلوم
18| ساسي بولطيف
19| رباح سوداني
20| محمد كيور
21| عبد القادر رحيم
| Joueur                              | Club |
| ----------------------------------- | ---- |
| المجمع الرياضي البترولي             |      |
| المجمع الرياضي البترولي             |      |
| المجمع الرياضي البترولي             |      |
| المجمع الرياضي البترولي             |      |
| المجمع الرياضي البترولي             |      |
| المجمع الرياضي البترولي             |      |
| المجمع الرياضي البترولي             |      |
| المجمع الرياضي البترولي             |      |
| المجمع الرياضي البترولي             |      |
| نادي الأبيار                        |      |
| نادي الأبيار                        |      |
| شباب براقي                          |      |
| النجم الساحلي                       |      |
| نادي جامعة باي ديكس لكرة اليد       |      |
| نادي جامعة باي ديكس لكرة اليد       |      |
| باريس لكرة اليد                     |      |
| سيسون لكرة اليد                     |      |
| نادي إيستر الغربي بروفانس لكرة اليد |      |
| نادي سا-سير تورين لكرة اليد         |      |
| نادي ديجون لكرة اليد                |      |
| نادي نانسي الكبير أسبات             |      |

## وصلات خارجية
- موقع اتحاد كرة اليد الجزائري
- أخبار كرة اليد الجزائرية